# Bülent Arınç

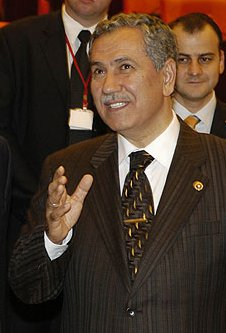
Bülent Arınç

Bülent Arınç (Bursa, 25 mei 1948) is een Turks politicus. Tussen 2002 en 2007 was hij de 22e voorzitter van het Turks parlement. Van 2009 tot 2015 was hij vicepremier van Turkije.
Bülent Arınç was voor zijn politieke carrière een bekende advocaat, vanaf de jaren 70 werkzaam in Manisa. In de jaren 90 werd hij verkozen tot het parlement voor de Islamistische Refah (Deugd) partij. Nadat de Deugdpartij opgeheven werd, stichtte hij samen met Recep Tayyip Erdoğan de Gerechtigheids- en Ontwikkelingspartij. Op 1 mei 2009 is hij door premier Erdoğan benoemd tot Minister van Staat en vicepremier. Daarmee maakt hij deel uit van het kabinet-Erdoğan II.
Arınç is nog altijd een zelfverklaard islamist, en zijn uitspraken leiden soms tot veel commotie in het land. Zo riep hij in 2012 op om de Hagia Sophia in Trabzon tot een moskee om te bouwen. Zowel islamitische als christelijke leiders uit de stad reageerden verbaasd en afwijzend op het voorstel van de minister. Ook riep hij later op tot het omvormen van de Hagia Sophia in Istanboel tot een moskee.
Toch wordt hij als gematigd beschouwd, vergeleken met premier Erdoğan; zo liet hij zich terughoudend uit over de protesten in Turkije in 2013 toen de premier in het buitenland was. Tevens is hij voorstander van meer rechten voor minderheden, zoals in het gebruik van de moedertaal. Arınç groeide zelf op in een omgeving waar uitsluitend Grieks werd gesproken, daar zijn ouders als moslims uit Kreta waren verdreven en zich met andere Griekse moslims hadden gevestigd in de omgeving van Antalya.
In maart 2015 sprak Arınç zich enkele malen geërgerd uit over de bemoeienis van de ceremoniële president Erdoğan in de zaken van de Turkse regering. Erdoğan trok zich niets aan van het commentaar van vicepremier Arınç. Hierna kreeg Arınç het tevens aan de stok met de burgemeester van Ankara, Melih Gökçek (een trouwe handlanger van Erdoğan). Burgemeester Gökçek vroeg premier Ahmet Davutoğlu om Arınç te ontslaan, omdat hij zich zou laten leiden door de parallelle staat van Fethullah Gülen. Arınç gaf toe geïnspireerd te zijn door Gülen, maar beschuldigde Gökçek vervolgens van huichelarij en corruptie, en dat hij deze informatie na de aanstaande verkiezingen zou openbaren. De politie van Ankara begon hierna een crimineel onderzoek naar zowel de vicepremier als de burgemeester van Ankara.